# Titularbistum Cellae in Mauretania
Cellae in Mauretania (ital.: Celle di Mauritania) ist ein Titularbistum der römisch-katholischen Kirche.
Es geht zurück auf einen untergegangenen Bischofssitz in der gleichnamigen antiken Stadt, die in der römischen Provinz Mauretania Sitifensis lag.
| Titularbischöfe von Cellae in Mauretania |                                   |                                                   |                   |                  |
| Nr.                                      | Name                              | Amt                                               | von               | bis              |
| 1                                        | Joseph-Marie-Eugène Bretault MAfr | emeritierter Bischof von Koudougou (Burkina Faso) | 19. November 1965 | 28. Juli 1976    |
| 2                                        | Lélis Lara CSsR                   | Weihbischof in Itabira (Brasilien)                | 6. Dezember 1976  | 6. Dezember 1995 |
| 3                                        | Joseph Francis Martino            | Weihbischof in Philadelphia (USA)                 | 24. Januar 1996   | 25. Juli 2003    |
| 4                                        | Gabriel Justice Yaw Anokye        | Weihbischof in Kumasi (Ghana)                     | 30. Oktober 2003  | 26. März 2008    |
| 5                                        | Néstor Montesdeoca Becerra SDB    | Weihbischof in Méndez (Ecuador)                   | 15. April 2008    |                  |